# Anton Glanzelius
Anton Glanzelius, född 11 april 1974 i Annedals församling i Göteborg, är en svensk programchef, TV-producent och tidigare barnskådespelare.
Som barnskådespelare uppmärksammades han för huvudrollen i Mitt liv som hund. Sedan 2020 är han programbeställare för underhållning på SVT.

## Biografi
Han är son till musikern/musikkritikern Ingmar Glanzelius och skådespelaren Margita Ahlin samt halvbror till Jacob Hirdwall.
Glanzelius tilldelades festivalpriset bästa skådespelare i en barnfilm i Cannes och en Guldbagge i kategorin Bästa skådespelare för sin medverkan i Mitt liv som hund. Han var aktiv skådespelare 1984–1998.
Glanzelius har en lång karriär inom TV. Han har startat TV-kanaler som TV6, Sjuan, TV11 och TV12. Han har varit biträdande kanaldirektör för TV4 Gruppen, chef för TV4 Play, chef för Kristallen och utvecklingschef för produktionsbolaget Mastiff. Glanzelius har tagit programformat som Idol, Lyxfällan och Hela Sverige bakar till svensk TV. Han har även varit producent för första svenska säsongen av Paradise Hotel. Glanzelius har varit programchef på TV4 Plus och TV11. Sedan 2020 är han programbeställare för underhållning på SVT.
Glanzelius fick stor uppmärksamhet år 1988 då Michael Jackson bjöd med honom på nöjesfältet Liseberg. I Söndagsintervjun 2020 kommenterade Glanzelius pedofilanklagelserna mot Jackson med att Jackson aldrig hade närmat sig eller förgripit sig på honom.

## Filmografi
Roller
- 1984 – Tryggare kan ingen vara ... (TV-serie)
- 1985 – Mitt liv som hund
- 1989 – Husbonden – piraten på Sandön

Producent
- 2005 – Paradise Hotel (TV-serie)

TV-program
- 1998 – Detta har hänt (TV-serie)